# Berkashat
Berkashat (in armeno Բերքաշատ?) è un comune dell'Armenia di 395 abitanti (2008) della provincia di Armavir.